# Dolichosoma
Dolichosoma är ett släkte av skalbaggar som beskrevs av Stephens 1830. Dolichosoma ingår i familjen borstbaggar.
Släktet innehåller bara arten Dolichosoma lineare.